# Den bornholmske opstand i 1658
Den bornholmske opstand i 1658 var et oprør mod de svenske myndigheder på Bornholm. Opstanden medførte, at Danmark i 1660 kunne løskøbe øen fra Sverige mod Bornholms vederlagsgods.
Ved Roskilde-freden i februar 1658 blev Bornholm afstået til Sverige, og den 29. april ankom Johan Printzensköld med ca. 120 svenske soldater til Bornholm og indtog "Slottet", Hammershus. I løbet af et halvt år blev hans mandskab svækket på grund af sygdom og død, og Printzensköld rådede nu kun over 60 mand. Han var ikke bekymret for væbnet modstand fra befolkningen. Men da krigen var brudt ud igen, var han bekymret for, om Hammershus ville kunne modstå et dansk angreb. Da en stor flåde på 36 skibe under dansk/nederlandsk flag den 14. november 1658 lå i læ af Bornholm, frygtede han, at mandskabet nemt kunne indtage fæstningen Hammershus. Printzensköld bad derfor i et brev af 18. november den svenske konge, Karl 10. Gustav om forstærkninger.
Imidlertid havde et lokalt netværk med præsten Poul Ancher Hansen, byfogeden Niels Gumløse, landsdommeren Peder Olsen, Jens Pedersen Kofoed, Rønnes borgmester Claus Kam, Villum Clausen med flere, lagt planer om at tage Printzensköld til fange og indtage Hammershus. Oprørerne havde den 8. november direkte fået besked fra kong Frederik III om at overtage magten og at overgive Bornholm til den danske trone. Hasles borgmester læste brevet højt for sine medsammensvorne. De havde kontakter rundt om på øen: skippere, præster og almindelige borgere.

## Oprørerne i aktion
Den 8. december 1658 red den svenske slotskommandant og lensmand Johan Printzensköld med en tjener uventet fra Hammershus til Hasle. Printzensköld opsøgte her byens meget indflydelsesrige borgmester Peder Olsen.
Printzensköld havde fået at vide, at en garnison var på vej til Bornholm. Den skulle forstærke svenskernes forsvar og give signal til de ulydige bornholmere om, at de nu skulle betale skat. Landsdommer Peder Olsen skulle videregive budskabet.
Mens Johan Printzensköld fortsatte til Rønne for at møde mandskabet i Rønne havn, indkaldte Peder Olsen flere af sammensværgelsens deltagere. Der skulle handles hurtigt, hvis de skulle have en chance for at erobre Hammershus. Hvis forstærkningen var på øen, ville det sandsynligvis være umuligt. De galoperede mod Blykobbe Å for at tage Printzensköld til fange. Men da de kom frem, var Printzensköld allerede forbi broen. De fortsatte forfølgelsen til Rønne.
Heldet var med dem. I stedet for at modtage tropperne var Printzensköld gået til Rønnes borgmester. Her fik han et varmt måltid mad. Rønnes borgmester Claus Kam fik samme besked som Peder Olsen i Hasle. Jens Peder Kofoed kom nu til med enkelte andre, der blev uden for borgmesterens hus. Printzensköld blev opfordret til at overgive sig. Han blev ført ud af huset og flygtede efter et håndgemæng på gaden. Bornholmere løb efter ham for at tage ham til fange igen. Villum Clausen stod på hjørnet af Storegade og Søborg Stræde. Da Clausen så Printzensköld komme forbi, affyrede han sin pistol. Svenskeren blev ramt i hovedet og faldt til jorden, hvor der er en sten, der markerer gerningsstedet. Jens Kofoed og Niels Gumløse affyrede hver et skud for at vise solidaritet med Villum Clausen.
Herefter blev byen gennemsøgt for svenskere. Blandt dem var Printzenskölds sekretær, Gustav Sabbel, som blev taget til fange. Han blev sammen med liget ført til rådhuset. Herefter blev flere svenskere, som den artilleriløjtnant som stod for kanonerne, taget til fange ude på øen. Slottets kvartermester, Villum Hartvig, som var i Allinge, ville ikke overgive sig og blev skudt, ligesom en soldat, som oprørerne mødte på vej til Hammershus.

## Generobring af Hammershus
Den 9. december efter daggry bemærkede svenskerne på Hammershus, at der var nogen uden for slottets mure. Den kommanderende officer, løjtnant Petter Lagman, beordrede fire soldater og en trompeter ud for at finde ud af, hvem det var. De blev taget til fange. Endnu en mand gik ud, men da han opdagede, at bornholmerne var bevæbnede, flygtede han tilbage til slottet.
Imens havde Peder Olsen og Poul Ancher skrevet et dokument i Sandvig i Johan Printzenskölds navn til Petter Lagman og fru Printzensköld. Heri skrev de, at lensmanden var taget til fange, og at svenskerne ville blive skånet, hvis de overgav sig.
Svenskerne vidste nu, at Printzensköld var taget til fange, og at den næstkommanderende var på tjenesterejse til Skåne. Artilleriløjtnanten var den eneste svensker, der kunne affyre slottets kanoner, men han var ikke til stede, og garnisonens fenrik var i Rønne. Der var kun ca. 60 soldater tilbage på slottet. Den unge løjtnant kunne ikke klare presset og indvilligede i at overgive slottet til bornholmerne. Om aftenen indtog de Hammershus, og Printzenskölds kone og barn blev låst inde.
Natten mellem den 26. og 27. december sejlede Hammershus' næstkommanderende, kaptajn Nils Holm, med 57 mand og 43 heste til Bornholm. Da de nåede klippekysten ud for Hammershus, var Jens Kofoed og hans mandskab vågne. De kunne ikke bekæmpe mandskabet på Østersøen, og hvis svenskerne anede, at der var noget galt, kunne de sejle væk.

## Jens Kofoeds store bedrift
Jens Kofoed sendte nu to mand ud til skibet Spes med en besked i Printzenskölds navn, om at officererne omgående skulle møde lensmanden og medbringe deres breve. Det gjorde de. Ritmesteren og kaptajnen blev straks taget til fange og ført til Hammershus. Næste morgen blev der sendt bud efter skipper og styrmand. De blev også taget til fange. Hermed kunne skibet ikke sejles tilbage til Sverige. Nu skulle 30 ryttere komme i land i fire både. De blev afvæbnet og taget til fange. De sidste blev senere taget til fange, og Spes blev sejlet til Rønne med alle hestene om bord.
Hermed havde bornholmerne afsluttet deres opstand med så vidt vides kun tre døde svenskere. Bornholmerne sendte den 29. december 1658 et brev til kong Frederik III i det belejrede København, hvori de gav Bornholm tilbage til den danske konge, som han havde ønsket i brevet af den 8. november.
Bornholm blev atter dansk nøjagtig 10 måneder efter Roskildefreden.

## Freden i København
Den 27. maj 1660 blev freden i København underskrevet. Her fremgik det, at Frederik III kunne beholde Bornholm mod at betale en erstatning. Han købte 18 herregårde af danske adelsfamilier i Skåne og overgav gårdene til den svenske krone.[kilde mangler]

## Trivia
- I Hasle blev der rejst en mindesten på 250 årsdagen, med navnene på alle dem, der deltog i aktionen
- Johan Printzensköld ligger begravet i Norra Sandsjö kirken